# علاقة إم–سيغما

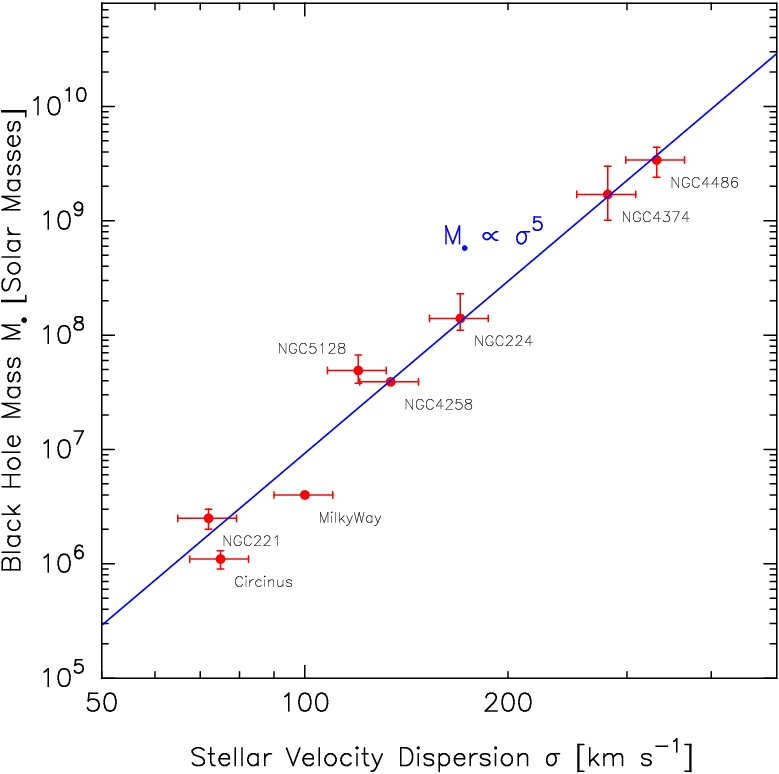

علاقة إم–سيغما (أو M–σ) هي علاقة ارتباط تجريبية بين تشتت السرعة النجمية (σ) لحوصلة المجرة وبين كتلة (M) ثقب أسود فائق في مركزه.
طُرحت علاقة الارتباط هذه لأول مرة عام 1999 خلال مؤتمر في معهد باريس لعلوم الفيزياء الفلكية في فرنسا، وكانت الصيغة المقترحة للعلاقة –والتي دُعيت وقتها بـ “قانون فابر–جاكسون للثقوب السوداء” على الشكل التالي:
{\displaystyle {\frac {M}{10^{8}M_{\odot }}}\approx 3.1\left({\frac {\sigma }{200~{\rm {km}}~{\rm {s}}^{-1}}}\right)^{4}.}
حيث تعني {\displaystyle M_{\odot }} الكتلة الشمسية.
ونُشرت هذه العلاقة في العام التالي في مجلة تحكيمية. ويُظهر العمل الأولى العلاقة بين إضاءة المجرة وكتلة الثقب الأسود ، والتي تملك اليوم مستوى تشتت مشابه. وتُستخدم علاقة الارتباط تلك للدلالة على نوعٍ من الارتجاع المكيانيكي بين تضخم (نمو) الثقوب السوداء الفائقة وتضخم حوصلة المجرة، لكن مصدر هذا الارتجاع غير واضح تماماً.
وظّف عدد من علماء الفلك هذه العلاقة ليوضحوا أن الثقوب السوداء الفائقة هي مكونات جوهرية للمجرات. وقبل عام 2000، كان هاجس العلماء هو الكشف عن وجود الثقوب السوداء، بينما انصب اهتمام العلماء لاحقاً على فهم دور الثقوب السوداء الفائقة باعتبارها مكوناً أساسياً للمجرات. وهو ما قادهم إلى استخدام علاقة الارتباط هذه لتقدير كتل الثقوب السوداء البعيدة جداً في المجرات، والتي لا يمكن حساب أو قياس كتلتها بشكل مباشر، ولتحليل ماهية الثقب الأسود عموماً في الكون.

## الأصل
تقترح علاقة ارتباط (إم–سيغما) وجود نوعٍ من الارتجاع للحفاظ على الاتصال بين كتلة الثقب الأسود وتشتت سرعته النجمية، بالرغم من وجود عمليات كاندماج المجرات أو تراكم الغاز، وهي عمليات من المتوقع أنها تزيد من التشتت مع مرور الوقت. اقترح كل من جوزيف سيلك ومارتن ريس عام 1999 [10] وجود آلية معينة لهذا الأمر. حيث اقترح هذان المؤلفان نموذجاً تقوم فيه الثقوب السوداء الفائقة بالتشكل أولاً عن طريق انهيار سحب العملاق الغازي قبل أن تتحول معظم كتلة الحوصلة المجرية إلى نجوم. وبالتالي ستتراكم الثقوب السوداء المتشكلة بهذه الطريقة وتشع، مما يخلق رياحاً تقوم بدورها بالارتداد على تدفق التراكم. سيتباطأ التدفق في هذه الحالة إن كان معدل ترسب الطاقة الميكانيكية في الغاز كبيراً بما فيه الكفاية ليحلّ المجرة البدائية. وبالتالي يتنبأ نموذج سيلك وريس أن تكون قيمة الانحدار في علاقة الارتباط تساوي 5، وهو صحيح تقريباً.
لكن مقدار تسوية علاقة الارتباط هذه صغير جداً، ويبلغ نحو واحدٍ من ألف. والسبب هو وجود كمية كبيرة من الطاقة المتحررة عند تشكّل الثقب الأسود الفائق مقارنة بالطاقة المطلوبة لحلّ الحوصلة المجرية كلياً.
وهناك نموذج ارتجاع أكثر نجاحاً، طرحه في بادئ الأمر أندرو كينغ من جامعة لستر عام 2003 [1]. وفي نموذج كينغ، يحدث الارتجاع عن طريق انتقال العزم بدلاً من انتقال الطاقة (كما أوضح سيلك وريس في نموذجهما سابقاً). وبالتالي يكون زمن تبريد الغاز في التدفق الناجم عن العزم أقصر بكثير، أي تكون طاقة التدفق بأكملها على هيئة حركة. وفي حالة التدفق هذه، تضيع معظم الطاقة المتحررة من الثقب الأسود لتتحول إلى إشعاع، ولا يبقى منها سوى نسبة مئوية صغيرة تؤثر على الغاز ميكانيكياً. يعطي نموذج كينغ الانحدار مقدار 4 في علاقة الارتباط (إم–سيغما)، ويكون مقدار التسوية صحيحاً تماماً.

## الأهمية
قبل اكتشاف علاقة الارتباط (إم–سيغما) عام 2000، كان الاختلاف كبيراً بين كتل الثقوب السوداء، والتي تم التوصل إلى حسابها (حساب الكتل) عن طريق 3 تقنيات. كانت القياسات المباشرة –أو الديناميكية –مبنية على حركة النجوم أو الغازات القريبة من الثقب الأسود، وأعطت هذه الطريقة متوسط كتلة بلغ 1 بالمئة من كتلة الحوصلة (علاقة ارتباط Magorrian).
أما الطريقتان المتبقيتان، وهما مسح الرنين في النواة المجرية النشطة، وبرهان Sołtan، فكانتا تستخدمان لحساب الكثافة الكونية في الثقوب السوداء والمطلوبة لتفسير الضوء الصادر عن النجم الزائف (الكويزار). وأعطت الطريقتان قيمة متوسطة لـ (رمز) ~10 أصغر من تلك التي وُجدت في علاقة ارتباط Magorrian.
حلّت علاقة ارتباط (إم–سيغما) هذا التناقض عندما أوضحت أن معظم كتل الثقوب السوداء، والتي قُدرت قبل عام 2000، خاطئة بشكل ملحوظ، وذلك لأن جودة البيانات التي اعتمد عليها العلماء وقتها لم تكن كافية لحل مجال التأثير الديناميكي للثقب الأسود. إن متوسط نسبة كتلة الثقب الأسود إلى كتلة الحوصلة في المجرات الكبيرة من النوع المبكر يبلغ تقريباً 1:200.
تُستخدم عادة علاقة (إم–سيغما) لتقدير كتلة الثقوب السوداء في المجرات البعيدة باستخدام المقدار (سيغما) الذي يُحسب بسهولة، واستخدمت هذه العلاقة لحساب كتل الثقوب السوداء في آلاف المجرات. كما تُستخدم أيضاً لتعيير ما يُسمى تقديرات الكتل من الدرجة الثانية والثالثة، والتي تربط كتلة الثقب الأسود مع قوة خطوط الانبعاث من الغاز الساخن في النوى، أو مع تشتت سرعة الغاز في الحوصلة.
قادتنا شدة علاقة ارتباط (إم–سيغما) إلى افتراض أن كل حوصلة تحتوي على ثقب أسود فائق. لكن المجرات التي يكون فيها تأثير جاذبية الثقب الأسود على حركة النجوم أو الغازات واضحاً، لا تزال أعدادها صغيرة جداً. ولا نعلم إن كان العجز عن كشف الثقوب السوداء في المجرات يعني أن هذه المجرات لا تملك ثقوباً سوداء، أم أن كتل هذه الثقوب أقل بكثير من القيمة التي تفترضها علاقة ارتباط (إم–سيغما)، أو أن البيانات المتوفرة ضعيفة للغاية ولا تسمح بالكشف عن وجود ثقوب سوداء.
في أصغر ثقب أسود فائق، تملك الكتلة (معادلة) ، ويتراوح مجال كتل الثقوب السوداء بين 102 إلى 105 (رمز) (ثقوب سوداء متوسطة الكتلة)، وقُدِّر ذلك عن طريق استخدام علاقة ارتباط (إم–سيغما) في المجرات ذات الكتل المنخفضة، كما تم التأكد بشكل معقول من وجود ثقوب سوداء متوسطة الكتلة في عدد من المجرات ذات النواة النشطة مجرياً، على الرغم من أن قيم (رمز) في هذه المجرات غير مؤكدة. وليس هناك دليل واضح على وجود ثقوب سوداء فائقة الكتلة تملك كتلاً أعلى من 1010 (رمز)، لكن ربما يعود السبب في ذلك إلى الحد الأعلى لقيمة σ.